# 日曜夕刊!こちらデスク
『日曜夕刊!こちらデスク』（にちようゆうかん こちらデスク）は、1978年4月2日から1982年9月26日までテレビ朝日系列局で放送されていたテレビ朝日製作の報道番組である。途中、タイトルから「日曜夕刊!」が外れて『こちらデスク』となった。サントリーの一社提供。

## 概要
当時朝日新聞社の記者（外報部デスク）だった筑紫哲也が初めてメインキャスターを務めたテレビ番組で、夕刊の無い日曜日に番組が伝える旬の話題や、社会情勢に鋭いメスを入れる評論が人気を集めた。また、後年におなじみとなるボサッとした髪型（当時は黒髪だった）にサファリルックという、筑紫の新聞記者らしからぬ出で立ちも話題になった。
第1回放送で筑紫は「朝日新聞とテレビが手を握って、新しい番組が始まります。正直言ってこの番組は面白くて面白くて仕方がないということにはなりそうにありません。それでも見ていただく方たちのために、難しくて難しくて仕方がないという番組を作る気もありません。裃を脱いで、新聞記者の素顔、新聞づくりの生の姿をお見せすることで、世界の動き・世の中の動きを一味違う形でお見せしたい」と挨拶した。番組開始当時のキャッチフレーズは「新聞とテレビの共生」だった。
筑紫のほかに、当時テレビ朝日のアナウンサーだった中里雅子や迫文代なども出演し、アシスタントを務めた。
当番組は、同じく朝日新聞社が協賛・協力していた前番組『さて今週は…』の要素も絡ませて展開していた。放送時間は、1982年3月28日放送分までは日曜 18:00 - 18:30、同年4月4日放送分からは日曜 18:30 - 19:00 （日本標準時）。テーマ音楽には、ヴァンゲリスの「Pulstar」（アルバム『反射率0.39』の1曲目）の冒頭部分を使用していたが、そのまた冒頭部分にモールス信号と、航空無線と思しき効果音も入れていた。
この番組のパロディ番組として、タモリ司会の『夕刊タモリ!こちらデス』が1981年10月から1982年3月まで直後の18:30枠で放送されていた。これは、後に深夜の時間帯で『タモリ倶楽部』として放送されるようになり、以来2023年3月まで約41年間続く長寿番組となった。
1982年には、TBSの『JNN報道特集』が土曜夜からこの番組の裏へ移動してきた。同年9月26日の最終回では、筑紫が『報道特集』に中継出演し両番組の同時中継を行ったほか、のちに筑紫と親交を深めることになる井上陽水がゲスト出演し、『傘がない』など3曲の持ち歌を披露した。

## エイプリルフールのエピソード
1979年（昭和54年）4月1日放送分で、筑紫がエイプリルフールのネタとして「宇宙人と交信をした」という嘘のニュースを伝えたが、直後に筑紫は「嘘です」と言ったのにもかかわらず、すぐに抗議の電話が殺到した。番組中、1人の視聴者からの抗議の電話を筑紫が取り次ぎ、その人物と対話したが、その最中に番組が終了した。抗議の内容は、『ウソ放送を見ていたらブランコから落っこちた。』。
この事は、翌々日の新聞（スポーツニッポン1979年（昭和54年）4月3日付け）にも取り上げられた。またその26年後の2005年には、フジテレビの『トリビアの泉』（2005年2月23日放送）でも取り上げられた。

## その他
- 当番組の立ち上げに携わった朝日新聞ラジオ・テレビ室（当時）の中島清成によると、新聞掲載用の番宣記事について新聞各社へ配信したものとは別に、自ら全文を加筆修正したものを朝日新聞用として毎週掲載させていた。
- 在りし日の筑紫が1990年1月7日放送の『テレビ探偵団』（TBS）にゲスト出演した際、1980年頃のこの番組のオープニングと挨拶が流れていた（『こちらデスク』に改題後のオンエア回を放送）。
- 筑紫死去後の2008年11月10日に、『ワイド!スクランブル』（テレビ朝日）で本番組の第1回冒頭の映像が放送された。また、2009年2月1日にテレビ朝日開局50周年記念特番の一環として放送された『“ニュースの記憶”〜あの頃あの時あなたは…報道50年映像全史〜』でも一部が放送された。
- 放送当時は1インチVTRは導入されておらず、2インチVTRでテープ・機器とも高価だったことや著作権法の絡みなどで、これまでテレビ朝日社内のアーカイブ倉庫には映像テープが存在しないとされてきたが、筑紫本人が全放送回のVTRを自宅に保管していたことが後に判明した（2009年2月1日放送の『ニュースの記憶』より）。大切に保管していたためか非常に保存状態が良く、劣化などが無い状態で当時の映像がテレビに映し出された。